# 今井紘一
今井 浩一 （いまい ひろかず）は、日本の建築家。CASBEE戸建評価委員を務め、東北地方を拠点に活動設計チーム木協同組合副理事長と今井ヒロカズ設計事務所代表をしている。主に秋田杉を使った木造を多く手がけ、自然環境に共生する空間を提供している。

## 略歴
- 1965年 - 秋田県能代市生れ。
- 1988年 - 多摩美術大学美術学部建築科（現:環境デザイン学科）卒業。
- 1988年 - 西方設計工房（西方設計）。
- 1990年 - 株式会社大建設計東京事務所。
- 1996年 - 今井ヒロカズ設計事務所。
- 2004年 - 設計チーム木協同組合設立。副理事長に就任。

## 受賞
- 2008年 JIA環境建築賞優秀賞受賞 国際教養大学学生宿舎[1]
- 2008年 第29回東北建築賞作品賞受賞 能代市立浅内小学校 [2][3]
- 2008年 第2回エコハウスコンテストいわて「大賞」 洞清水の家
- 2007年 木の建築賞優秀賞受賞 国際教養大学学生宿舎 [4]